# Linia kolejowa Trieste Campo Marzio – Parenzo
Linia kolejowa Triest – Poreč, Parenzana – nieistniejąca już wąskotorowa linia kolejowa położona na pograniczu Włoch, Słowenii i Chorwacji.

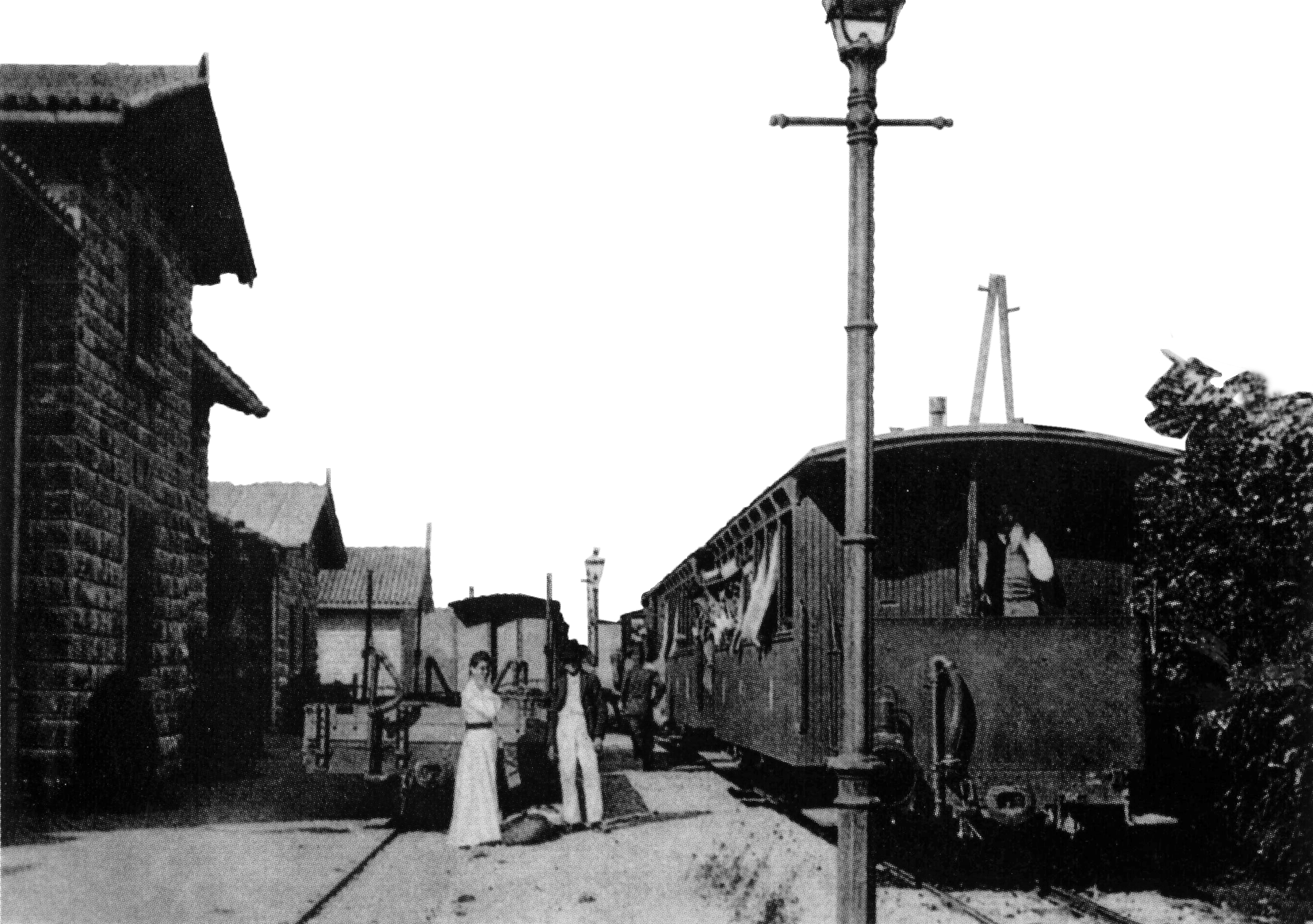
Stacja Koper w roku 1905

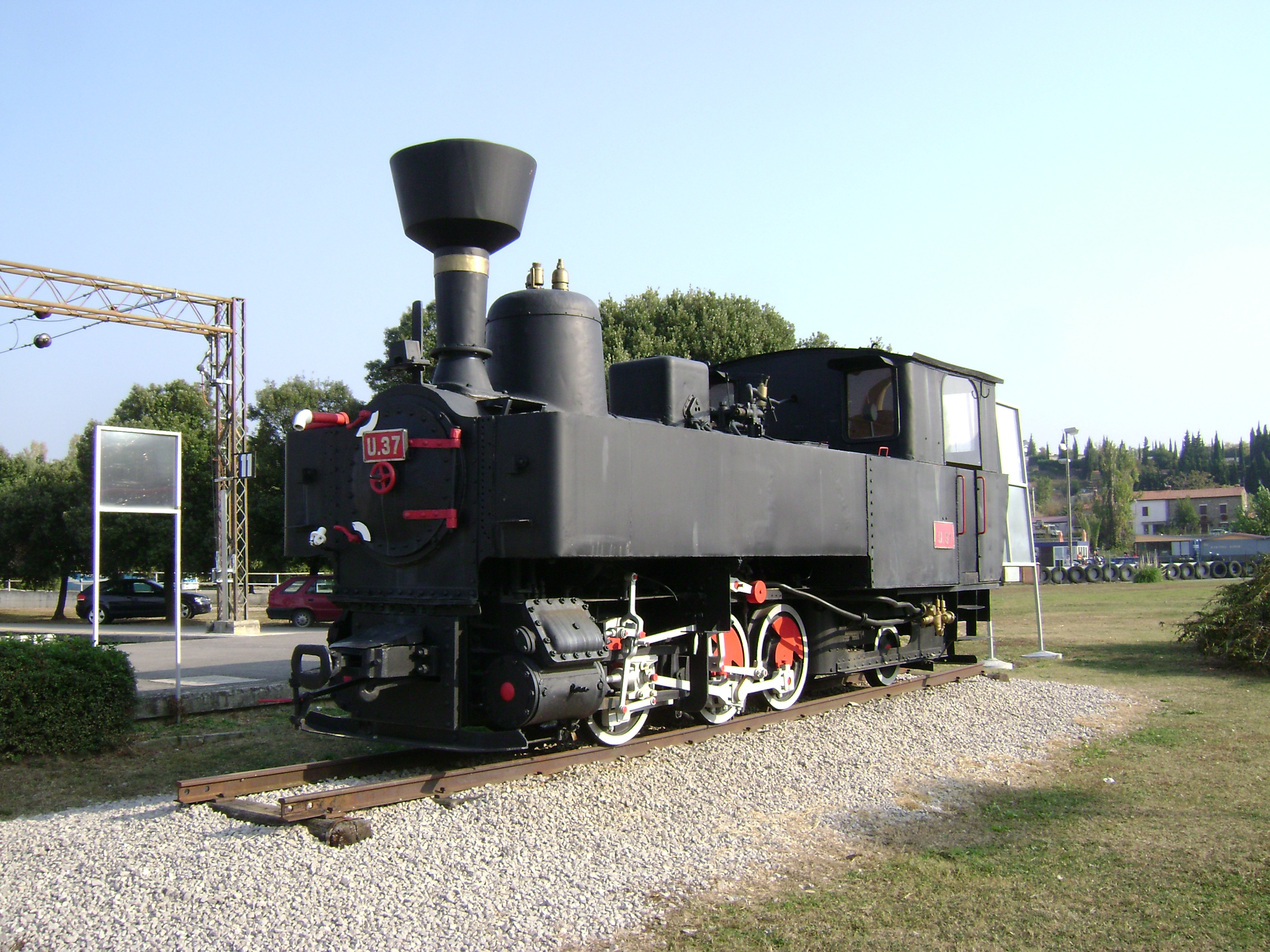
Lokomotywa serii U.37 jako pomnik w Koprze

Budowę linii rozpoczęto w roku 1900. Tereny, przez które miała przebiegać linia, należały wtedy do prowincji Pobrzeże Austriackie, wchodzącej w skład Austro-Węgier. 1 kwietnia 1902 otwarto liczący 58,6 km długości odcinek Triest – Buje. Odcinek Buje – Poreč liczący 63,6 km długości został otwarty 15 grudnia tego samego roku. W 1906 dobudowano jeszcze liczący 0,8 km długości odcinek w obrębie Triestu. Podróż z Triestu do Poreča trwała od 6 do 7 godzin. Po I wojnie światowej tereny, przez które przebiegała linia włączono (wraz z całą Istrią) do Włoch. Do upadku linii przyczynił się Wielki kryzys – ostatni pociąg wyjechał na trasę 31 sierpnia 1935. Po zaledwie 33 latach funkcjonowania linia ta przestała istnieć. Obecnie trasą kolei wytyczona jest turystyczna trasa rowerowa Parenzana.

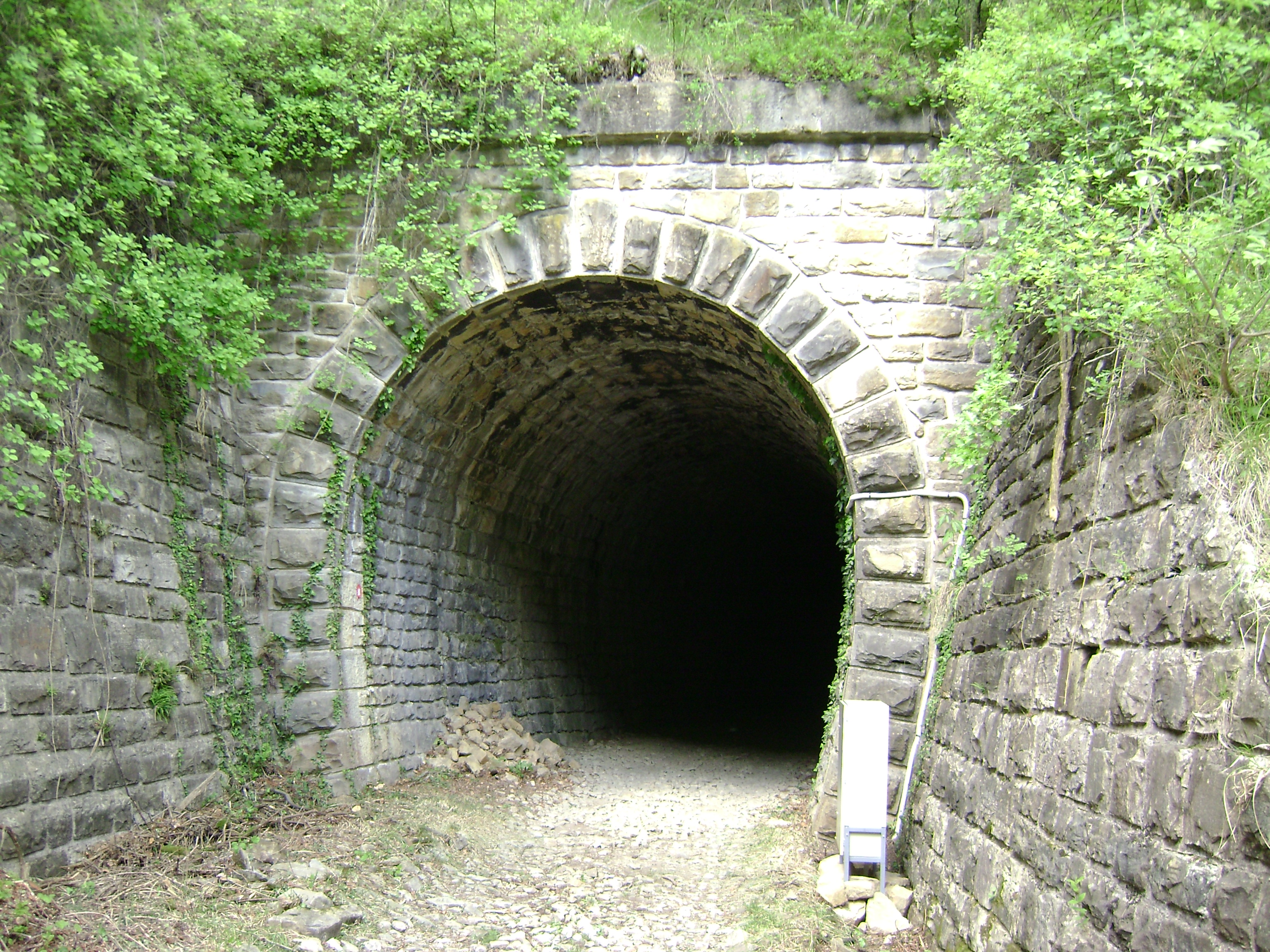
Jeden z tuneli

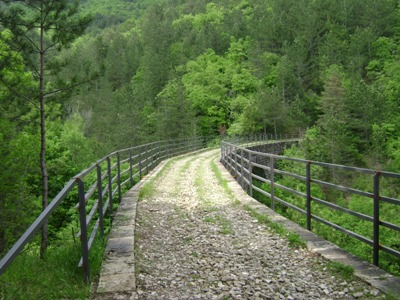
Jeden z wiaduktów

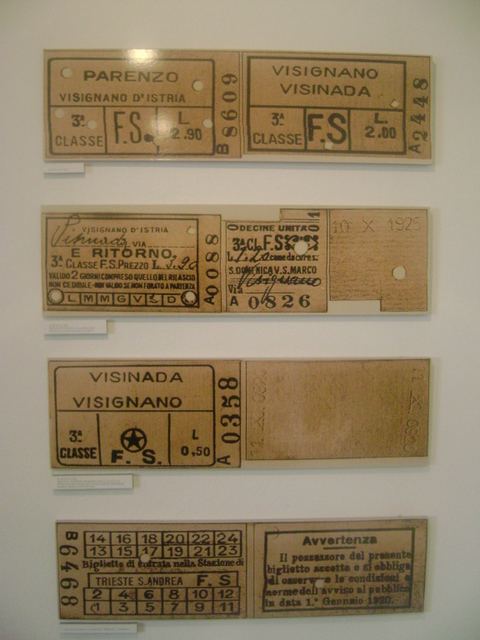
Bilety

## Przebieg
- Odcinek włoski: Triest, Muggia
- Odcinek słoweński: Koper, Izola, Portorož
- Odcinek chorwacki: Savudrija, Buje, Grožnjan, Oprtalj, Motovun, Labinci, Poreč

## Dane
- Długość: 123 km (13,7 km we Włoszech, 31,6 km w Słowenii, 77,7 km w Chorwacji)
- Rozstaw szyn: 760 mm (tzw. rozstaw bośniacki)
- Ilość stacji/przystanków: 35
- Najniżej położony punkt: 2 m n.p.m. (Triest, Koper)
- Najwyżej położony punkt: 293 m n.p.m. (Grožnjan)
- Ilość łuków: 604
- Ilość tunelów: 11
- Ilość mostów: 16
- Ilość wiaduktów: 6
- Prędkość średnia: 25 km/h
- Prędkość maksymalna: 35 km/h